# Gibbula varia
Gibbula varia là một loài ốc biển, là động vật thân mềm chân bụng sống ở biển thuộc họ Trochidae, họ ốc đụn.

## Miêu tả
Photo of trochophore (doi:10.1186/1471-213X-10-74 figure 2A).

## Phân bố
Europen waters.